# Kockums

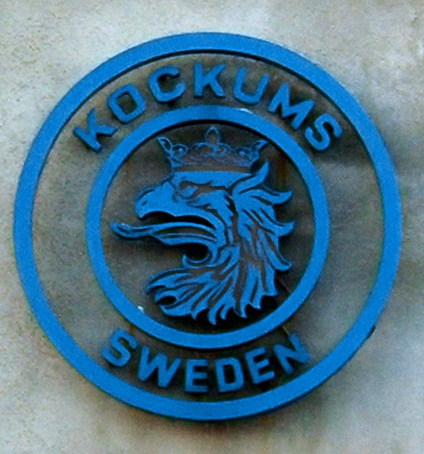
logo společnosti

Kockums je švédská loděnice vlastněná firmou Saab AB. Loděnice má svá zařízení ve městech Malmö, Karlskrona (dříve loděnice Karlskronavarvet) a Muskö (dříve loděnice Marinverkstäderna). Kockums staví pro civilní i vojenský sektor. Ve válečných lodích se specializuje na stavbu hladinových lodí a ponorek určených k operacím v pobřežních vodách. Vyrábí též ponorkový pohon nezávislý na přístupu vzduchu, využívající stirlingových motorů a zařízení pro likvidaci námořních min.
V letech 2005 až 2014 firmu vlastnil koncernm ThyssenKrupp Marine Systems AB.

## Výrobky

### Ponorky
- Třída Collins
- Třída Sjöormen
- Třída Näcken
- Třída Västergötland
- Třída Södermanland
- Třída Gotland
- Kockums A26 (ve vývoji)

### Korvety

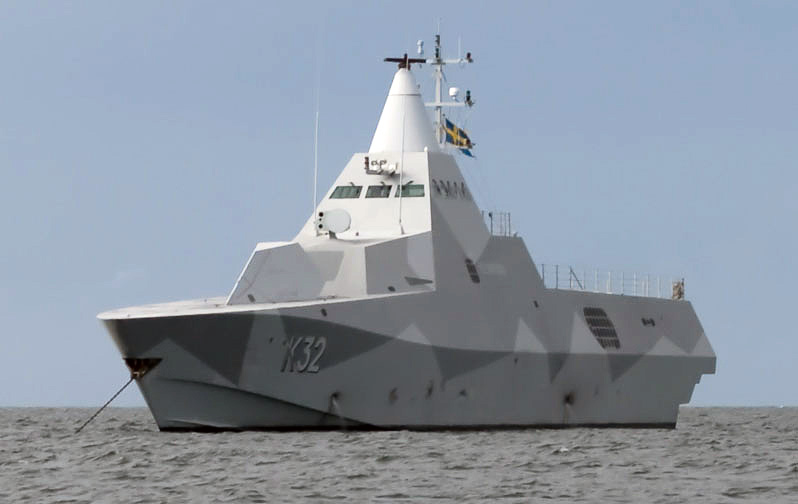
korveta třídy Visby

- Třída Göteborg
- Třída Visby

### Minolovky
- Třída Landsort
- Třída Styrsö